# زاهد پرویز چودوری
زاهد پرویز چودوری (بنگالی: জাহিদ পারভেজ চৌধুরী؛ زادهٔ ۲۹ دسامبر ۱۹۸۷) بازیکن فوتبال اهل بنگلادش بود.
وی همچنین در تیم‌های ملی فوتبال زیر ۲۳ سال بنگلادش، و بنگلادش بازی کرده است.
وی در مسابقات کشوری و بین‌المللی در مجموع برندهٔ ۱ مدال طلا شده است.